# Shop Latino TV
Shop Latino TV es un canal de compras transmitido desde Miami FL dirigido especialmente para los latinos que residen en los Estados Unidos y Puerto Rico.

## Presentadores
- Barbara Mosquera
- Aleen Santana
- Daniel Diaz- Alejo
- Gabriel Varela
- Luisa Fernanda Solano
- Itzel Ramos
- Vicente Pasariello